# 寇頓·王
寇頓·卡哈·王（英語：Kolten Kaha Wong，1990年10月10日—），為美國華人的棒球運動員之一，守備位置為二壘手，生涯曾效力於紅雀、釀酒人、水手與道奇等隊。

## 生平

### 進入職棒前
寇頓·王的曾祖父母都是華人，而他是華裔第四代，其父卡哈·王（Kaha Wong），就讀南加州大学時，曾參加大學的棒球隊，而他曾打過小聯盟球隊雷諾銀襪（Reno Silver Sox）兩年，之後為了照顧家庭，返回希洛，成為棒球教練。
寇頓·王在中學時開始打棒球，當時除了打棒球外，更參與美式足球隊，2008年參與大聯盟選秀，被明尼蘇達雙城隊選中，但他決定接受夏威夷大学马诺阿分校的運動獎學金，為了進入大聯盟，他每天都用兩小時的時間練習砍樹，以增加自己的力量。

### 進入職棒後
2011年大聯盟選秀中，他以第一輪第22順位被聖路易紅雀隊選中，開啟職棒生涯，他在2012年入選未來之星明星賽，2013年8月，首度登上大聯盟，同年更隨著球隊參與季後賽，並在2013年世界大賽第四戰於九局下上場接替Allen Craig代跑，卻遭到紅襪隊投手上原浩治牽制出局，而這個出局數也成為該場比賽最後一個出局數，終場紅襪隊以4：2拿下勝利，也迫使系列賽戰成2：2平手，而這場比賽也是世界大賽首次以再見牽制結束比賽。
2014年，由於在春訓期間表現亮眼，加上紅雀隊將三壘手David Freese交易至洛杉磯天使隊，原本主力二壘手Matt Carpenter移防至三壘，使得他有機會成為紅雀隊的主力二壘手，雖然開季曾再次被下放至小聯盟，不過五月時又再度回到大聯盟，並獲選為國聯單月最佳新秀，6月3日，他面對皇家隊的比賽中於滿壘的狀態下擊出全壘打，為大聯盟生涯首轟，後卻因肩傷被放到15天的傷兵名單中，不過自傷兵名單回歸後，表現更是亮眼，到季末為止共擊出100支安打、12支全壘打及20次盜壘，其中在傷兵回歸到明星賽前的七場比賽，他擊出了五支全壘打，在國聯分區賽及國聯冠軍賽更是打了3支全壘打和3支二壘安打。
2016年，他和紅雀隊簽下5年2550萬美元的合約，並在季中短暫下放至小聯盟，並擔任中外野手，之後由回到大聯盟，最終以75支安打、5支全壘打，打擊率0.240的成績結束球季。
2018年球季，以0.249的打擊率、88支安打及9支全壘打的表現入選金手套獎的名單，但最後仍敗給洛磯隊的D·J LeMahieu。
2019年，擊出136支安打、11支全壘打，打擊率0.285，獲得首座金手套獎，隔年又以48支安打、1支全壘打及0.265的打擊率再度拿下金手套獎，但紅雀隊以100萬美元買斷他2021年的球隊選擇權，也因此讓他提早成為自由球員，直到2021年2月，密爾瓦基釀酒人隊才跟他簽下2年共1800萬美元附加第三年800萬美元的球隊選擇權合約，成為密爾瓦基釀酒人隊的一員。
2022年9月23日，面對辛辛那提紅人隊的比賽中單場擊出三支全壘打，為生涯首次，並幫助釀酒人隊以5:1擊敗紅人隊，2022年11月9日，釀酒人隊宣布將執行2023年的球隊選擇權，使得寇頓·王來季將續留在釀酒人隊，但在12月3日，釀酒人球團火速將他交易至西雅圖水手隊，並換來外野手Jesse Winker及三壘手Abraham Toro，以清出更多的薪資空間。
2023年8月1日，由於表現欠佳，出賽67場比賽打擊率只有0.165，因此遭到DFA，8月3日被水手隊釋出。8月9日，洛杉磯道奇隊和他簽下小聯盟合約。

## 職棒生涯成績
| 年度 | 球隊           | 出賽 | 打數 | 安打 | 全壘打 | 打點 | 盜壘 | 四壞 | 三振 | 壘打數 | 雙殺打 | 打擊率 |
| ---- | -------------- | ---- | ---- | ---- | ------ | ---- | ---- | ---- | ---- | ------ | ------ | ------ |
| 2013 | 聖路易紅雀     | 32   | 59   | 9    | 0      | 0    | 3    | 3    | 12   | 10     | 2      | 0.153  |
| 2014 | 聖路易紅雀     | 113  | 402  | 100  | 12     | 42   | 20   | 21   | 71   | 156    | 12     | 0.249  |
| 2015 | 聖路易紅雀     | 150  | 557  | 146  | 11     | 61   | 15   | 36   | 95   | 215    | 10     | 0.262  |
| 2016 | 聖路易紅雀     | 121  | 313  | 75   | 5      | 23   | 7    | 34   | 52   | 111    | 3      | 0.240  |
| 2017 | 聖路易紅雀     | 108  | 354  | 101  | 4      | 42   | 8    | 41   | 60   | 146    | 4      | 0.285  |
| 2018 | 聖路易紅雀     | 127  | 353  | 88   | 9      | 38   | 6    | 31   | 60   | 137    | 6      | 0.249  |
| 2019 | 聖路易紅雀     | 148  | 478  | 136  | 11     | 59   | 24   | 47   | 83   | 202    | 2      | 0.285  |
| 2020 | 聖路易紅雀     | 53   | 181  | 48   | 1      | 16   | 5    | 20   | 30   | 59     | 1      | 0.265  |
| 2021 | 密爾瓦基釀酒人 | 116  | 445  | 121  | 14     | 50   | 12   | 31   | 83   | 199    | 2      | 0.272  |
| 2022 | 密爾瓦基釀酒人 | 134  | 430  | 108  | 15     | 47   | 17   | 46   | 88   | 185    | 5      | 0.251  |
| 2023 | 西雅圖水手     | 67   | 194  | 32   | 2      | 19   | 1    | 16   | 46   | 44     | 0      | 0.165  |
| 2023 | 洛杉磯道奇     | 20   | 30   | 9    | 2      | 8    | 2    | 2    | 7    | 15     | 1      | 0.300  |
| 2023 | 合計           | 87   | 224  | 41   | 4      | 27   | 3    | 18   | 53   | 59     | 1      | 0.183  |
| 總計 | 11年           | 1189 | 3796 | 973  | 86     | 405  | 120  | 328  | 687  | 1479   | 48     | 0.256  |

## 外部連結
- 寇頓·王在台灣棒球維基館上的頁面（繁體中文）
- 球員資訊和成績在MLB ，ESPN ，Retrosheet ，Baseball Reference ，Baseball Reference (Minors) ，Fangraphs ，The Baseball Cube （英文）
- 寇頓·王的X（前Twitter）
- Facebook Fan Page